# Marie-Claire Dewarrat
Marie-Claire Dewarrat, née Frossard le 26 février 1949 à Lausanne, est un écrivain suisse de langue française.

## Biographie
Originaire de Romanens, elle passe son enfance à Bex pour suivre ses études à Saint-Maurice. Elle travaille ensuite dans un atelier de cuit à Châtel-Saint-Denis avant de publier son premier recueil de nouvelles L'été sauvage en 1985. Depuis, elle se consacre pleinement à l'écriture.
Marie-Claire Dewarrat est également la mère de Remy Dewarrat, critique de cinéma et de Joël Dewarrat alias JOD, artiste peintre.

## Œuvres
- L'Été sauvage, Lausanne, Éditions de l'Aire, 1985 (ISBN 2-88108-114-2)Recueil de nouvelles, prix de la Bibliothèque pour Tous 1986
- La Saison des mouettes, Lausanne, Éditions de l'Aire, 1988
- En enfer, mon amour, Lausanne, Éditions de l'Aire, 1990Nouvelles
- Carême, Arles, Actes Sud, coll. « Babel », 1992Prix Michel Dentan 1988, traduit en allemand sous le titre Der Winter des Kometen.
- Les Territoires indiens : roman, Vevey, Éditions de l'Aire, 1993, 157 p. (ISBN 2-88108-326-9)
- Le Tarot de Gruyères, Édition du jeu de cartes, 1993Poèmes libres, pour des dessins de José Roosevelt
- Jardins divers, Éditions des Terreaux, 1993Nouvelles
- Azimut, Édition Musée d'Art et d'Histoire de Fribourg, 1996Poèmes libres pour le catalogue d'exposition de Georges Corpataux
- L'Âme obscure des femmes, Vevey, Éditions de l'Aire, 1997 (ISBN 2-88108-464-8)
- Célébration, lois et coutumes de la guerre, Vevey, Éditions de l'Aire, 2004
- Notes de nuit, Vevey, Éditions de l'Aire, 2004
- Chroniques d'altitude, Charmey, Suisse, Éditions de l'Hèbe, 2009